# Deremius matilei
Deremius matilei es una especie de escarabajo de la familia Cerambycidae. Fue descrito científicamente por primera vez por Breuning en 1981.